# Шеври су ле Бињон
Шеври су ле Бињон (фр. Chevry-sous-le-Bignon) насеље је и општина у централној Француској у региону Центар (регион), у департману Лоаре која припада префектури Монтаржи.
По подацима из 2011. године у општини је живело 230 становника, а густина насељености је износила 31,08 становника/km². Општина се простире на површини од 7,40 km². Налази се на средњој надморској висини од 120 метара (максималној 133 m, а минималној 97 m).

## Демографија
| 1962. | 1968. | 1975. | 1982. | 1990. | 1999. | 2011. |
| ----- | ----- | ----- | ----- | ----- | ----- | ----- |
| 186   | 172   | 149   | 122   | 171   | 201   | 230   |

График промене броја становника у току последњих година